# Золоторіченське міське поселення
Зо́лоторі́ченське міське поселення (рос. Золотореченское городское поселение) — міське поселення у складі Олов'яннинського району Забайкальського краю Росії.
Адміністративний центр та єдиний населений пункт — селище міського типу Золоторіченськ.

## Населення
Населення міського поселення становить 1007 осіб (2019; 1442 у 2010, 2033 у 2002).